# 호쿠리쿠 방송

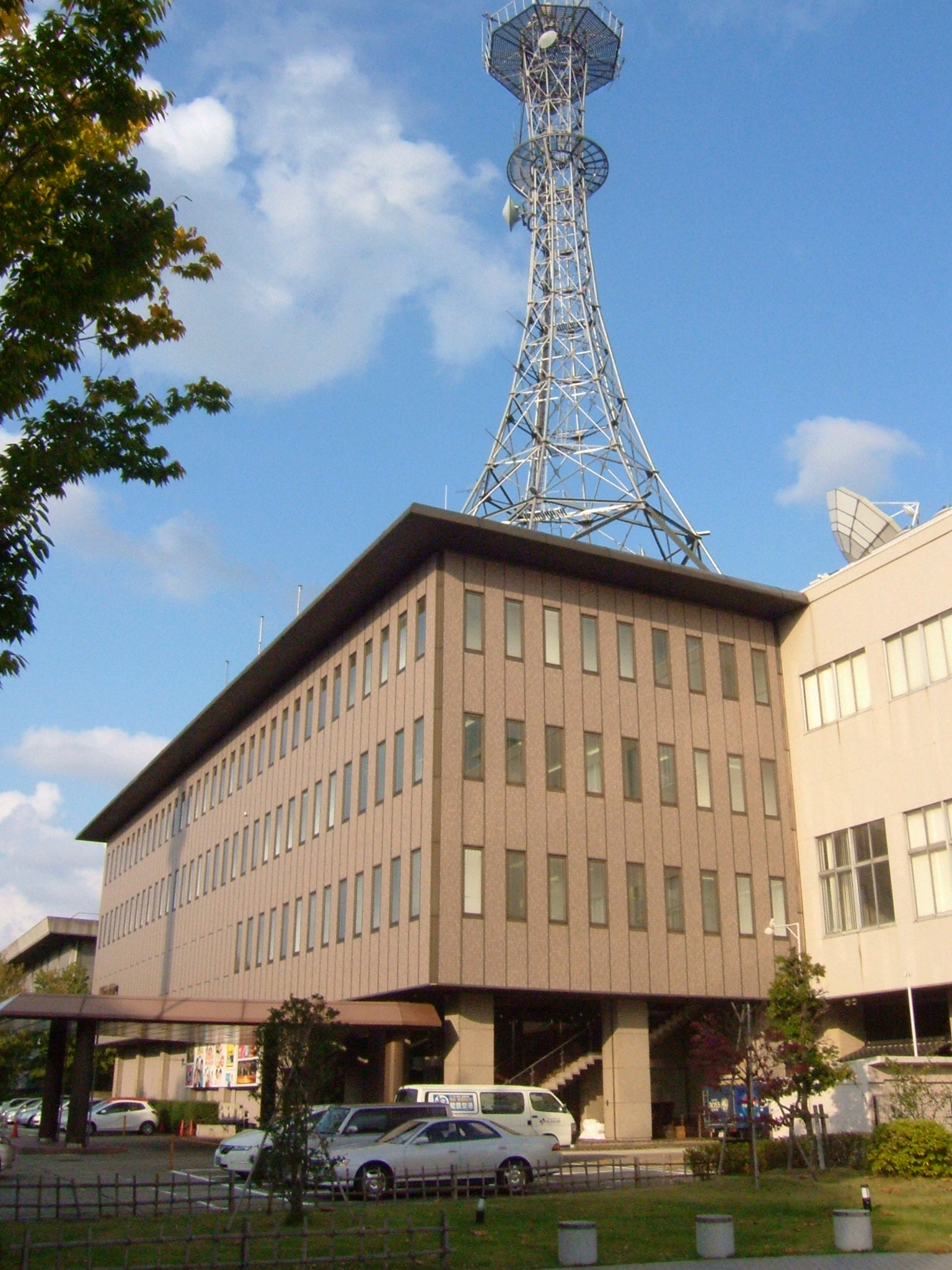
호쿠리쿠 방송

호쿠리쿠방송(일본어: 北陸放送)은 이시카와현에서 처음 개국한 라디오·텔레비전 겸영 방송국으로 라디오 방송국은 1952년 5월 10일에, 텔레비전 방송국은 1958년 12월 1일 개국했다.
약칭은 호쿠리쿠 방송국과 나나오 방송국(현재는 콜사인 없음)의 콜사인에서 따온 MRO.라디오 콜사인은 JOMR, 텔레비전 콜사인은 JOMR-DTV이다.
또한, JNN 계열 방송국이 없는 후쿠이현 레이호쿠지방 취재도 담당하고 있다.

## 개요
- 텔레비전 네트워크는 JNN계열로서 이시카와 TV와 TV 가나자와, 그리고 호쿠리쿠 아사히 방송이 개국 할때까지 후지 TV, 니혼TV, TV 아사히의 프로그램을 일부 동시방송・시간차방송을 한 때도 있었다.

- 텔레비전 아날로그 방송이 실시되던 시기에는 JNN 계열국이 없는 후쿠이현 레이호쿠지방에서 안테나를 통해 직접 수신할 수 있었으며[1] 튤립 TV 개국 전에는 도야마현 고세이지방(다카오카시,도나미 시등)에서도 많이 시청했다고 한다.[2]

- 약칭인 MRO는, 가나자와국의 콜사인 JOMR과 나나오국이 잠시 사용했던 콜사인 JOMO에서 따온 것이다.(JOMO는 현재 사용하지 않고 있다.).

- 1997년 CM 미방송문제를 시작으로 주변토지 부정취득등 여러 가지 부정이 발각되어 그 후 사태 수습을 위해 TBS(도쿄방송)로부터 사장을 포함한 임원진이 파견되면서 TBS계 기업이 호쿠리쿠방송의 주식을 취득했다.

## 연혁
- 1951년 12월 호쿠리쿠 문화방송주식회사(北陸文化放送) 설립
- 1952년 5월 10일 일본에서 12번째, 호쿠리쿠 지방에서 최초로 라디오 방송개시(통칭:라디오 호쿠리쿠(ラジオ北陸))
- 1952년 12월 28일 호쿠리쿠방송주식회사로 회사명 변경
- 1956년 1월 1일 약칭을 MRO로 확정
- 1956년 3월 1일 라디오 나나오방송국 개국
- 1958년 12월 1일 텔레비전 방송 개시
- 1961년 4월 28일 라디오 야마나카 방송국 개국
- 1978년 11월 23일 라디오 주파수가 10KHZ 간격에서 9KHZ 간격으로 변경되면서 주파수 변경.
- 1984년 7월 16일 라디오 나나오방송국 주파수가 1107KHZ로 변경.
- 1997년 CM미방영 문제가 발각되어 일본 민간방송연맹으로부터 1년간의 회원활동 정지처분을 받게 된다.(동시에 JNN에서도 보도취재이외의 회원활동정지 처분을 받게 된다.)
- 2006년 6월 1일 지상파 디지털 텔레비전 방송 시험방송 개시.
- 2006년 7월 1일 지상파 디지털 텔레비전 방송 개시.
- 2008년 5월 1일 라디오 방송을 이용한 긴급 지진 속보 개시
- 2009년 7월 24일 스즈시에서 오전 10부터 11시까지 NHK 가나자와 방송국 및 다른 민영 텔레비전 방송국과 공동으로 시험적으로 아날로그 텔레비전 방송 중단
- 2010년 7월 24일 스즈시에서 지상파 아날로그 텔레비전 방송 선행 종료
- 2011년 7월 24일 지상파 아날로그 텔레비전 방송 종료
- 2016년 8월 1일 가나자와 FM 보완중계국 개국.

## 라디오 주파수
| 방송국·중계국          | 콜사인 | 주파수  | 출력 | 비고                                                           |
| ---------------------- | ------ | ------- | ---- | -------------------------------------------------------------- |
| 가나자와 방송국        | JOMR   | 1107kHz | 5kW  | 이전에는 700kc → 760kc → 1110kc → 1107 kHz의 주파수를 사용     |
| 가나자와 FM 보완중계국 | -      | 94.0MHz | 1kW  |                                                                |
| 나나오 중계국          | -      | 1107kHz | 1kW  | 이전에는 1060kc → 1200kc → 1197 kHz → 1107 kHz의 주파수를 사용 |
| 나나오 FM 보완중계국   | -      | 88.6MHz | 100W |                                                                |
| 와지마 중계국          | -      | 1107kHz | 100W |                                                                |
| 와지마 FM 보완중계국   | -      | 77.1MHz | 100W |                                                                |
| 야마나카 중계국        | -      | 1485kHz | 100W | 이전에는 1560kc → 1485kHz의 주파수를 사용                      |
| 스즈 FM 보완중계국     | -      | 76.7MHz | 100W |                                                                |

## 텔레비전 네트워크 변천사
- 1958년 12월 1일 텔레비전 본방송 개시. 니혼TV・라디오 도쿄TV(현재는 도쿄방송)와 네트워크 관계를 맺는다.
- 1959년 3월 1일 일본교육TV(현재의 TV 아사히)・이 날 개국한 후지 텔레비전과 네트워크 관계를 맺는다.
- 1959년 8월 1일 뉴스 네트워크 JNN발족과 동시에 가맹. 뉴스만 라디오 도쿄TV 프로그램을 방송, 그 이외의 프로그램은 이전처럼 방송
- 1967년 6월 일본 민간방송 교육협회 발족과 동시에 가맹.
- 1969년 4월 1일 이시카와 TV 개국으로 후지 텔레비전의 프로그램이 중단된다. 동시에 니혼TV・NET-TV(현재는 TV 아사히)의 일부 프로그램도 이시카와 TV로 옮겨긴다.
- 1975년 3월 31일 준 중심방송국 네트워크 교환에 의해 간사이 지역 네트워크 준 중심방송국이 아사히 방송에서 마이니치 방송으로 변경.
- 1984년 4월 도쿄방송 계열 야구중계 연결로 인하여 니혼TV계 동시방송 프로그램이 없어지면서 조금씩 황금시간대에 니혼TV・TV아사히 프로그램이 중단된다.
- 1990년 4월 1일 TV 가나자와의 개국으로 인해 니혼TV 계열 프로그램이 중단된다.
- 1991년 10월 1일 호쿠리쿠 아사히 방송 개국으로 인해 민간방송 교육협회 제작분을 제외한 TV아사히의 프로그램이 중단되면서 민교협 제작 프로그램과 프로그램 판매 형태로 방송중인 TV도쿄 제작 프로그램 이외의 모든 타계열국 프로그램이 사라진다.

## 보충서술
- 이전에는 이시카와 현내의 공립고교 합격자 발표에 맞추어, 합격자 이름을 방송하고 있었지만, 현재는 개인정보 보호를 위해 종료되었다.
- 1985년 10월 오후 5시대에 방영되고 있었던 애니메이션(TV아사히의 도라에몽 등을 포함) 방영을 모두 폐지하고 드라마 재방송을 실시하면서 이 때문에 이시카와 현의 애니메이션 팬으로부터 폐지에 대한 항의가 쇄도했고 일부 팬들은 서명운동까지 전개했다. 그리고 민방이 2 방송국 밖에 없었던 시대에는 오후 4시 드라마(주로 니혼TV와 TV아사히의 형사드라마)를 폐지하는 대신 TV도쿄의 「레이디스4」를 방송하기도 했으며 이 때문에 TV 가나자와와 호쿠리쿠 아사히 방송이 개국할 때까지 이시카와 현의 텔레비전 애니메이션 프로그램 방송개수가 다른 현보다 적어지게 되었다.
- 이시카와 현에 민방이 2개밖에 없었던 때에는 니혼TV 계열과 TV아사히 계열 프로그램이 상당수 방송되고 있었기 때문에 중심국인 TBS의 프로그램중 방송되지 않은 프로그램이 많았다(「3학년 B반 긴파치선생님」 초판 등).
- 누구라도 자유롭게 들어갈 수 있는 견학 코스가 준비되어있어서 이시카와현 학교의 소풍코스에 많이 포함되기도 한다.

## 이시카와 현의 방송국
- NHK 가나자와 방송국
- 이시카와 TV(ITC)（후지 TV 계열）
- TV 가나자와(KTK)（니혼TV 계열）
- 호쿠리쿠 아사히 방송(HAB)（TV아사히 계열）

## 이 회사 출신 인물
- 사사하라 타다요시
- 八田靜輔
- 니시하라 아키히사
- 타츠미 히라카츠
- 테라모토 요시유키

## 현직 방송인
- 나카다 테츠야
- 마에하라 도모코
- 카도노 테츠히로
- 마츠무라 레오
- 타니카와 케이치
- 호리코시 쥰코
- 시라사키 아유미
- 사카이 치카
- 후쿠시마 아야노
- 무로 테루미